# Saïdou Dicko
Saidou Dicko (* 1979, Déou, Burkina Faso), je burkinafaský fotograf, malíř a kameraman, který sídlí a působí od roku 2005 v Dakaru.